# William Hogard
William Hogard es un jinete estadounidense que compitió en la modalidad de concurso completo. Ganó dos medallas en los Juegos Panamericanos, plata en 1959 y oro en 1963.

## Palmarés internacional
| Juegos Panamericanos | Juegos Panamericanos     | Juegos Panamericanos | Juegos Panamericanos |
| Año                  | Lugar                    | Medalla              | Categoría            |
| -------------------- | ------------------------ | -------------------- | -------------------- |
| 1959                 | Chicago (Estados Unidos) | Medalla de plata     | Por equipos          |
| 1963                 | São Paulo (Brasil)       | Medalla de oro       | Por equipos          |